# روبرتو فیرمینو
روبرتو فیرمینو باربوسا د الیویرا (پرتغالی: Roberto Firmino Barbosa de Oliveira؛ زادهٔ ۲ اکتبر ۱۹۹۱) یک فوتبالیست حرفه‌ای برزیلی است که در پست‌های مهاجم یا هافبک هجومی برای باشگاه السد در لیگ ستارگان قطر بازی می‌کند.

## آمار ملی

### بازی‌های ملی
| برزیل | برزیل | برزیل | برزیل  |
| سال   | بازی  | گل    | پاس گل |
| ----- | ----- | ----- | ------ |

| ۲۰۱۴  | ۲  | ۰ | ۰ |
| ۲۰۱۵  | ۳  | ۱ | ۰ |
| ۲۰۱۶  | ۲  | ۱ | ۰ |
| ۲۰۱۷  | ۵  | ۰ | ۱ |
| ۲۰۱۸  | ۱۱ | ۳ | ۱ |
| ۲۰۱۹  | ۱۵ | ۵ | ۳ |
| ۲۰۲۰  | ۴  | ۳ | ۱ |
| ۲۰۲۱  | ۷  | ۱ | ۰ |
| مجموع | ۵۵ | ۷ | ۷ |

### گل‌های ملی
| شماره | تاریخ          | میزبان       | بازی ملی | حریف     | نتیجه | رقابت                  |
| ----- | -------------- | ------------ | -------- | -------- | ----- | ---------------------- |
| ۱     | ۱۸ نوامبر ۲۰۱۴ | وین          | ۲        | اتریش    | ۲–۱   | دوستانه                |
| ۲     | ۲۹ مارس ۲۰۱۵   | لندن         | ۴        | شیلی     | ۱–۰   | دوستانه                |
| ۳     | ۱۰ ژوئن ۲۰۱۵   | پورتو آلگری  | ۶        | هندوراس  | ۱–۰   | دوستانه                |
| ۴     | ۲۱ ژوئن ۲۰۱۵   | سانتیاگو     | ۹        | ونزوئلا  | ۲–۱   | کوپا آمریکا ۲۰۱۵       |
| ۵     | ۶ اکتبر ۲۰۱۶   | ناتال        | ۱۲       | بولیوی   | ۵–۰   | مقدماتی جام جهانی ۲۰۱۸ |
| ۶     | ۳ ژوئن ۲۰۱۸    | لیورپول      | ۲۰       | کرواسی   | ۲–۰   | دوستانه                |
| ۷     | ۲ ژوئیه ۲۰۱۸   | سامارا       | ۲۴       | مکزیک    | ۲–۰   | جام جهانی ۲۰۱۸ روسیه   |
| ۸     | ۷ سپتامبر ۲۰۱۸ | رادرفورد     | ۲۶       | آمریکا   | ۲–۰   | دوستانه                |
| ۹     | ۲۶ مارس ۲۰۱۹   | پراگ         | ۳۱       | چک       | ۳–۱   | دوستانه                |
| ۱۰    | ۹ ژوئن ۲۰۱۹    | پورتو آلگری  | ۳۲       | هندوراس  | ۷–۰   | دوستانه                |
| ۱۱    | ۲۲ ژوئن ۲۰۱۹   | سائوپائولو   | ۳۵       | پرو      | ۵–۰   | کوپا آمریکا ۲۰۱۹       |
| ۱۲    | ۲ ژوئیه ۲۰۱۹   | بلوهوریزونته | ۳۷       | آرژانتین | ۲–۰   | کوپا آمریکا ۲۰۱۹       |
| ۱۳    | ۱۰ اکتبر ۲۰۱۹  | کالنگ        | ۴۱       | سنگال    | ۱–۱   | دوستانه                |
| ۱۴    | ۹ اکتبر ۲۰۲۰   | سائوپائولو   | ۴۵       | بولیوی   | ۵–۰   | مقدماتی جام جهانی ۲۰۲۲ |
| ۱۵    | ۹ اکتبر ۲۰۲۰   | سائوپائولو   | ۴۵       | بولیوی   | ۵–۰   | مقدماتی جام جهانی ۲۰۲۲ |
| ۱۶    | ۱۳ نوامبر ۲۰۲۰ | سائوپائولو   | ۴۷       | ونزوئلا  | ۱–۰   | مقدماتی جام جهانی ۲۰۲۲ |
| ۱۷    | ۲۳ مارس ۲۰۲۱   | ریودوژانیرو  | ۵۲       | کلمبیا   | ۲–۱   | کوپا آمریکا ۲۰۲۱       |

## ویژگی‌ها
روبرتو فیرمینو دارای ویژگی‌های تاکتیکی فراوانی است. او بر روی توپ تسلط کافی را دارد و قدرت بازی سازی در خط حمله نیز برای وی مقدور است، روبرتو فیرمینو قدرت تمام کنندگی زیادی نیز دارد.

## افتخارات
- لیورپول:
- لیگ برتر انگلیس:۲۰۱۹–۲۰۲۰
- لیگ قهرمانان اروپا:قهرمان:۲۰۱۸–۲۰۱۹

نایب قهرمان(۲):۲۰۱۷–۲۰۱۸ ،۲۰۲۱–۲۰۲۲
- جام باشگاه‌های جهان:قهرمان:۲۰۱۹

سوپر جام اروپا ۲۰۱۹_۲۰۱۸
جام اتحادیه انگلیس۲۰۲۱_۲۰۲۲
جام حذفی انگلستان ۲۰۲۲_۲۰۲۱